# موتريكو
بلدية موتريكو (بالإسبانية: Motrico) هي بلدية تقع في مقاطعة غيبوثكوا التابعة لمنطقة إقليم الباسك شمال إسبانيا.

## الديموغرافيا
بلغ عدد سكان بلدية موتريكو 5.029 نسمة عام 2011 (وفقاً للمعهد الوطني للإحصاء الإسباني).
| 4.774 | 4.799 | 4.809 | 4.752 | 4.903 | 4.979 | 5.029 |

## أعلام
- آسير إياراميندي